# 취약한 남성성
취약한 남성성은 남성들이 문화적으로 기대되는 남성성 기준에 부합하지 않는다고 느낄 때 나타나는 불안을 의미한다. 여러 연구들은 이러한 개념이 이들의 태도와 행동을 이해하는 데 필요하다는 점을 시사한다. 이와 같은 불안은 공격적인 행동, 성 역할 변화에 대한 저항, 감정적 취약함을 표현하는 데의 어려움 등 다양한 방식으로 나타날 수 있음이 밝혀졌다.

## 개념
심리학 연구에서는 남성들이 자신의 남성다움을 공개적으로 입증해야 한다는 사회적 압력을 받는 상태를 불안정한 남성성이라는 개념으로 설명하고 있다. 이 개념에 따르면, 남성성에 대한 위협은 개인의 남성적 지위를 상실하는 결과로 이어질 수 있다. 여성성과 달리, 남성성은 불확실하고 지속되지 않는 것으로 간주되며, 반복적으로 증명되어야 한다. 이는 필연적인 것도, 영구적인 것도 아니며, 강한 저항을 극복해가며 획득해야 하는 것으로 여겨진다. 이러한 이유로, 자신의 남성성이 도전받았다고 느끼는 남성은 때로 불쾌하거나 해로운 방식으로 반응할 수 있다.

## 요인

### 인종과 민족
미국에서의 남성성 기준에서 인종은 하나의 요인으로 작용한다. 지배적인 남성성은 유색인종 남성뿐만 아니라 백인 노동계층 남성에게도 허용되지 않는 경우가 있다. 이러한 배제는 아프리카계 미국인 남성의 삶의 경로와 태도에 중대한 영향을 미칠 수 있다.
아시아계 미국인 남성들은 미국 사회에서 남성성으로 인식되기 어려운 경우가 많으며, 젊은 아시아계 미국 남성들 사이에서는 자신들이 미국식 남성성의 기준에 부합하지 못한다는 것에 대한 분노가 커지고 있다. 젊은 아시아계 미국 남성들 사이에서 흔히 제기되는 불만 중 하나는, 아시아계 여성들과의 경쟁에서 미국 백인 남성들과 맞서기 어렵다는 점이다. 이러한 분노는 아시아계 남성들이 자신의 평판을 우려하며 결성한 온라인 커뮤니티의 형성으로 이어졌으며, 이들 중 두 커뮤니티는 레딧에서 활동하며 미국 백인 남성과의 국제적 연애 관계에 있는 아시아계 여성들에 대한 사이버 폭력과 관련된 것으로 알려져 있다. 한편, 일부 아시아계 미국 남성들은 주류 남성성 개념을 거부하고, 교육과 준법성을 중시하는 자신들만의 대안적 남성성을 수용하기도 한다.

### 연령
젊은 남성들이 사회에서 자신의 위치를 찾아가는 과정에서, 연령은 남성성의 불안정을 이해하는 데 중요한 변수로 작용한다. 18세에서 25세 사이의 남성들은 더 위험하거나 공격적인 행동을 보이는 경향이 있다. 일부 지역에서는 젊은 남성들이 지속적으로 남성성을 위협받으며, 이를 매일 증명해야 하는 상황에 놓여 있다. 남성성이 위협받을수록 공격성도 더 강하게 나타나는 경향이 있다.

### 부모 역할
연구에 따르면, 아버지가 된 남성은 자녀가 없는 남성보다 남성성을 덜 불안정하게 인식하는 경향이 있다. 이는 아버지가 되는 경험이 남성의 정체성에 있어 남성성을 강화할 수 있음을 시사한다. 그러나 부모가 된 이후 자신이 남성답지 않다고 느끼는 정도가 낮을수록 성적 우울감을 예측하는 요인이 되기도 한다.

## 행동
남성들이 자신의 남성성이 위협받았다고 느낄 때, 종종 권위감을 회복하려는 행동을 보인다. 이러한 위협은 여성 상사의 존재나 전통적으로 여성의 일로 여겨졌던 업무를 맡는 것 등을 포함할 수 있다. 이에 대한 반응으로, 동료를 깎아내리거나 부당하게 대우하는 행동, 개인적인 이익을 위한 거짓말, 도움을 주지 않거나 회사 재산을 훔치는 등의 해로운 행동을 보일 수 있다.
여성의 강인함이 드러나는 상황에서 위축감을 느낀 남성들이 사이버 폭력으로 반응하는 경우도 흔히 나타난다.
2012년에 실시된 한 연구에서는 인종적으로 다양한 교도소 수감자 표본을 대상으로 분석한 결과, "취약한 남성성" 점수가 높은 사람일수록 여성과 함께 있는 상황에서 불편함을 느끼는 경향이 있는 것으로 나타났다.

### 건강
2014년에 실시된 한 연구에 따르면, 전통적인 남성성 가치를 지지하는 남성은 건강 상태가 더 나쁜 경향을 보였다. 전통적인 남성성 신념을 가진 남성은 외부의 도전에 직면했을 때 공격적인 행동을 보이거나, 내부적인 스트레스 상황에서는 자기 자신을 해치는 행동을 보일 가능성이 더 높은 것으로 나타났다.
강한 남성성 신념을 지닌 남성은 예방적 건강 관리를 받을 가능성이 절반 수준에 불과하며, 흡연과 과음, 채소 섭취 기피 등의 행동을 보일 가능성이 높다. 또한 심리적 도움이 필요할 때 도움을 구할 가능성도 낮다. 최근 연구들을 종합한 검토에 따르면, 불안정한 남성성을 내면화한 것과 남성의 전반적인 건강 상태가 나쁜 것 사이에는 연관성이 있는 것으로 나타났다. 이 연관성은 “완만한 수준”이긴 하나, 남성이 여성보다 건강 지표에서 낮은 결과를 보이는 데 일부 기여하고 있는 것으로 분석되었다.

### 성적 관계
여성의 수입이 남성 파트너보다 두 배 이상 높은 관계처럼, 여성이 자신의 파트너가 불안정한 남성성을 가지고 있다고 인식하는 경우, 여성은 오르가슴을 가장할 가능성이 더 높고 성적 의사소통에서 솔직하지 않을 가능성이 더 높았다. 그러나 해당 연구의 저자들은 이러한 경우 어느 한쪽에게 책임이 있다고 단정하는 것은 경계해야 한다고 지적했으며, 미국 사회의 남성성 기준은 애초에 충족하기 어려운 수준이라는 점을 강조하였다.

## 정치적 신념
남성의 불안정한 남성성과 공격적인 정치적 입장(예: 기후 변화 부정) 사이에는 연관성이 있는 것으로 나타났다. 이는 "남성의 정치적 태도와 행동을 완전히 이해하기 위해서는 불안정한 남성성을 이해하는 것이 필수적"임을 시사한다. 2024년 트럼프 캠페인은 전통적인 남성 역할의 회복을 강조했으며, 이는 젊은 남성들 사이에서 대안우파로의 이동을 촉진했을 가능성이 있다.

## 제안된 해결책
Maryam Kouchaki와 동료 연구자들은 연구 결과를 바탕으로, 불안정한 남성성을 인식하는 것이 개선을 위한 중요한 첫걸음이라고 제안하였다. 이들은 많은 남성들이 자신이 위협을 느끼고 있다는 사실조차 인식하지 못하며, 이러한 위협으로 인해 나타날 수 있는 유해한 행동들도 자각하지 못하는 경우가 많다고 지적하였다. 자기 인식을 높이는 것은 남성들이 이러한 부정적 행동 패턴을 끊는 데 도움이 될 수 있다. 또한, 건강한 형태의 남성성을 수용하는 것이 하나의 대안으로 제시되었다. 마지막으로, 연구자들은 유해한 남성적 태도를 조장하는 직장 내 유해한 구조를 해체하는 것이 불안정한 남성성을 줄이는 데 중요한 단계라고 보았다. Stanaland와 동료들은 남성성에 대한 경직된 기대를 완화하는 것이 보다 회복력 있는 남성성을 가능하게 할 수 있다고 제안하였다.

## 대중문화
2016년 영화 문라이트는 “남성성의 불안정성에 대한 교본”이라 불리기도 했다. 영화 속 인물 중 하나인 치론(Chiron)은 자신의 연약함을 받아들이면서 자아를 발견해 나가는 과정을 보여준다.

## 같이 보기
- 유해한 남성성(영어판)
- 초남성성
- 신화시적 남성운동(영어판)
- 성 역할

- 사회적 역할